# Campeonato Mundial de Badminton de 2005
O 14º Campeonato Mundial de Badminton foi realizado em Anaheim, sul da Califórnia, Estados Unidos, de 15 a 21 de agosto de 2005.
O campeão olímpico de 2004, Taufik Hidayat, da Indonésia, ganhou o Simples Masculino sobre o chinês Lin Dan, enquanto Peter Gade da Dinamarca e o malaio Lee Chong Wei receberam bronzes.
Na categoria Simples Feminino, Xie Xingfang ganhou o ouro ao bater a compatriota e campeã olímpica de 2004 Zhang Ning. A alemã Xu Huaiwen e a taiwanesa Shao-Chieh Cheng ganharam medalhas de bronze. Shao-Chieh Cheng também teve alguns resultados surpreendentes no torneio.
As Duplas Femininas viram um show quase exclusivo da China. As campeãs olímpicas de 2004 Zhang Jiewen/Yang Wei repetiram o feito com a vitória sobre as medalhistas de prata Gao Ling/Huang Sui.
Nas Duplas Mistas, os cabeças-de-chave número 1, Nathan Robertson/Gail Emms, da Inglaterra, saíram fora antes do início do torneio por causa de uma lesão de Robertson. Isso abriu caminho para que muitas duplas pudessem disputar as medalhas. Os indonésios Nova Widianto e Lilyana Natsir asseguraram o ouro sobre os chineses Xie Zhongbo/Zhang Yawen.  Zhang Yawen também se tornou a única duplo medalhista dos jogos, ao ganhar a prata nas duplas mistas e o bronze nas duplas femininas.
A maior surpresa do torneio ocorreu nas Duplas Masculinas. Embora o antigo astro indonésio Tony Gunawan tivesse sido reconhecido como um dos maiores jogadores de Duplas do esporte, ele e seu parceiro americano Howard Bach eram apenas os 13º cabeças-de-chave na competição. Todavia, das Oitavas-de-final às Semifinais, eles derrotaram duplas melhor ranqueadas para chegar à final. Lá, diante de um público surpreendente que lotava o ginásio, eles superaram os segundos cabeças-de-chave, os indonésios Sigit Budiarto e Candra Wijaya, em três jogos apertados para se tornarem os primeiros americanos campeões de qualquer evento desde a primeira edição do Campeonato Mundial em 1977.

## Local
- Arrowhead Pond

## Medalhistas
| Evento            | Ouro                           | Prata                          | Bronze                                    |
| ----------------- | ------------------------------ | ------------------------------ | ----------------------------------------- |
| Simples Masculino | Taufik Hidayat                 | Lin Dan                        | Peter Gade                                |
| Simples Masculino | Taufik Hidayat                 | Lin Dan                        | Lee Chong Wei                             |
| Simples Feminino  | Xie Xingfang                   | Zhang Ning                     | Xu Huaiwen                                |
| Simples Feminino  | Xie Xingfang                   | Zhang Ning                     | Cheng Shao-Chieh                          |
| Duplas Masculinas | Tony Gunawan e Howard Bach     | Candra Wijaya e Sigit Budiarto | Luluk Hadiyanto e Alvent Yulianto         |
| Duplas Masculinas | Tony Gunawan e Howard Bach     | Candra Wijaya e Sigit Budiarto | Chan Chong Ming e Koo Kien Keat           |
| Duplas Femininas  | Yang Wei e Zhang Jiewen        | Gao Ling e Huang Sui           | Zhang Dan e Zhang Yawen                   |
| Duplas Femininas  | Yang Wei e Zhang Jiewen        | Gao Ling e Huang Sui           | Lee Kyung-won e Lee Hyo-jung              |
| Duplas Mistas     | Nova Widianto e Lilyana Natsir | Xie Zhongbo e Zhang Yawen      | Daniel A Shirley e Sara Runesten-Petersen |
| Duplas Mistas     | Nova Widianto e Lilyana Natsir | Xie Zhongbo e Zhang Yawen      | Sudket Prapakamol e Saralee Thungthongkam |

## Países Participantes
Um total de 50 países enviaram jogadores para  o Campeonato Mundial de Badminton de 2005. O número de competidores está indicado em parênteses.
| - Áustria [3] - Bélgica [3] - Bulgária [3] - Canadá [14] - China [21] - Taipé Chinesa [4] - Chéquia [4] - Dinamarca [16] - Inglaterra [18] - Estónia [3] - Finlândia [3] - França [10] - Alemanha [8] - Guatemala [2] - Hong Kong [8] - Islândia [2] - Índia [4] | - Indonésia [10] - Irão [3] - Irlanda [4] - Israel [1] - Itália [2] - Japão [20] - Lituânia [1] - Malásia [21] - Países Baixos [7] - Nova Zelândia [11] - Nigéria [2] - Noruega [1] - Paquistão [4] - Peru [5] - Filipinas [2] - Polónia [5] - Rússia [4] | - Escócia [9] - Singapura [10] - Eslovênia [8] - África do Sul [3] - Coreia do Sul [11] - Espanha [6] - Sri Lanka [1] - Suriname [2] - Suécia [7] - Suíça [4] - Tailândia [10] - Trinidad e Tobago [2] - Ucrânia [3] - Estados Unidos [15] - Vietname [1] - País de Gales [2] |

## Resultados

### Simples Masculino
|  | Quartas de final | Quartas de final | Quartas de final | Quartas de final | Quartas de final |                |               | Semifinais | Semifinais | Semifinais | Semifinais | Semifinais |  |  | Final   | Final   | Final | Final | Final |
|  |                  |                  |                  |                  |                  |                |               |            |            |            |            |            |  |  |         |         |       |       |       |
|  | 1                | Lin Dan          | 5                | 15               | 15               |                |               |            |            |            |            |            |  |  |         |         |       |       |       |
|  | 9/16             | Lee Hyun-il      | 15               | 7                | 8                |                |               |            |            |            |            |            |  |  |         |         |       |       |       |
|  | 9/16             | Lee Hyun-il      | 15               | 7                | 8                |                | Lin Dan       | Lin Dan    | 15         | 13         | 15         |            |  |  |         |         |       |       |       |
|  |                  |                  |                  |                  |                  |                | Lin Dan       | Lin Dan    | 15         | 13         | 15         |            |  |  |         |         |       |       |       |
|  |                  | Peter Gade       | Peter Gade       | 9                | 15               | 11             |               |            |            |            |            |            |  |  |         |         |       |       |       |
|  | 3/4              | Peter Gade       | Peter Gade       | 9                | 15               | 11             | Peter Gade    | 15         | 15         |            |            |            |  |  |         |         |       |       |       |
|  | 3/4              |                  |                  |                  |                  |                | Peter Gade    | 15         | 15         |            |            |            |  |  |         |         |       |       |       |
|  | 5/8              | Chen Hong        | 13               | 4                |                  |                |               |            |            |            |            |            |  |  |         |         |       |       |       |
|  |                  |                  |                  |                  |                  |                |               |            |            |            |            |            |  |  | Lin Dan | Lin Dan | 3     | 7     |       |
|  |                  |                  | Taufik Hidayat   | Taufik Hidayat   | 15               | 15             |               |            |            |            |            |            |  |  |         |         |       |       |       |
|  | 5/8              | Lee Chong Wei    | 15               | 15               |                  |                |               |            |            |            |            |            |  |  |         |         |       |       |       |
|  | 3/4              | Bao Chunlai      | 5                | 7                |                  |                |               |            |            |            |            |            |  |  |         |         |       |       |       |
|  | 3/4              | Bao Chunlai      | 5                | 7                |                  | Lee Chong Wei  | Lee Chong Wei | 3          | 12         |            |            |            |  |  |         |         |       |       |       |
|  |                  |                  |                  |                  |                  | Lee Chong Wei  | Lee Chong Wei | 3          | 12         |            |            |            |  |  |         |         |       |       |       |
|  |                  | Taufik Hidayat   | Taufik Hidayat   | 15               | 15               |                |               |            |            |            |            |            |  |  |         |         |       |       |       |
|  | 5/8              | Taufik Hidayat   | Taufik Hidayat   | 15               | 15               | Taufik Hidayat | 3             | 15         | 15         |            |            |            |  |  |         |         |       |       |       |
|  | 5/8              |                  |                  |                  |                  | Taufik Hidayat | 3             | 15         | 15         |            |            |            |  |  |         |         |       |       |       |
|  | 2                | Kenneth Jonassen | 15               | 10               | 7                |                |               |            |            |            |            |            |  |  |         |         |       |       |       |

### Simples Feminino
|  | Quartas de final | Quartas de final | Quartas de final | Quartas de final | Quartas de final |            |                  | Semifinais       | Semifinais | Semifinais | Semifinais | Semifinais |  |  | Final      | Final      | Final | Final | Final |
|  |                  |                  |                  |                  |                  |            |                  |                  |            |            |            |            |  |  |            |            |       |       |       |
|  | 1                | Zhang Ning       | 11               | 11               |                  |            |                  |                  |            |            |            |            |  |  |            |            |       |       |       |
|  | 9/16             | Kaori Mori       | 4                | 6                |                  |            |                  |                  |            |            |            |            |  |  |            |            |       |       |       |
|  | 9/16             | Kaori Mori       | 4                | 6                |                  | Zhang Ning | Zhang Ning       | 11               | 11         |            |            |            |  |  |            |            |       |       |       |
|  |                  |                  |                  |                  |                  | Zhang Ning | Zhang Ning       | 11               | 11         |            |            |            |  |  |            |            |       |       |       |
|  |                  | Xu Huaiwen       | Xu Huaiwen       | 7                | 9                |            |                  |                  |            |            |            |            |  |  |            |            |       |       |       |
|  | 3/4              | Xu Huaiwen       | Xu Huaiwen       | 7                | 9                | Pi Hongyan | 3                | 2                |            |            |            |            |  |  |            |            |       |       |       |
|  | 3/4              |                  |                  |                  |                  | Pi Hongyan | 3                | 2                |            |            |            |            |  |  |            |            |       |       |       |
|  | 5/8              | Xu Huaiwen       | 11               | 11               |                  |            |                  |                  |            |            |            |            |  |  |            |            |       |       |       |
|  |                  |                  |                  |                  |                  |            |                  |                  |            |            |            |            |  |  | Zhang Ning | Zhang Ning | 8     | 11    | 3     |
|  |                  |                  | Xie Xingfang     | Xie Xingfang     | 11               | 9          | 11               |                  |            |            |            |            |  |  |            |            |       |       |       |
|  |                  | Cheng Shao-Chieh | 11               | 5                | 11               |            |                  |                  |            |            |            |            |  |  |            |            |       |       |       |
|  | 3/4              | Wang Chen        | 9                | 11               | 6                |            |                  |                  |            |            |            |            |  |  |            |            |       |       |       |
|  | 3/4              | Wang Chen        | 9                | 11               | 6                |            | Cheng Shao-Chieh | Cheng Shao-Chieh | 11         | 5          | 6          |            |  |  |            |            |       |       |       |
|  |                  |                  |                  |                  |                  |            | Cheng Shao-Chieh | Cheng Shao-Chieh | 11         | 5          | 6          |            |  |  |            |            |       |       |       |
|  |                  | Xie Xingfang     | Xie Xingfang     | 2                | 11               | 11         |                  |                  |            |            |            |            |  |  |            |            |       |       |       |
|  | 5/8              | Xie Xingfang     | Xie Xingfang     | 2                | 11               | 11         | Tracey Hallam    | 3                | 1          |            |            |            |  |  |            |            |       |       |       |
|  | 5/8              |                  |                  |                  |                  |            | Tracey Hallam    | 3                | 1          |            |            |            |  |  |            |            |       |       |       |
|  | 2                | Xie Xingfang     | 11               | 11               |                  |            |                  |                  |            |            |            |            |  |  |            |            |       |       |       |

### Duplas Masculinas
|  | Quartas de final | Quartas de final                     | Quartas de final                | Quartas de final             | Quartas de final |                                 |                               | Semifinais                    | Semifinais | Semifinais | Semifinais | Semifinais |  |  | Final                    | Final                    | Final | Final | Final |
|  |                  |                                      |                                 |                              |                  |                                 |                               |                               |            |            |            |            |  |  |                          |                          |       |       |       |
|  | 1                | Jens Eriksen Martin Lundgaard Hansen | 9                               | 10                           |                  |                                 |                               |                               |            |            |            |            |  |  |                          |                          |       |       |       |
|  | 9/16             | Tony Gunawan Howard Bach             | 15                              | 15                           |                  |                                 |                               |                               |            |            |            |            |  |  |                          |                          |       |       |       |
|  | 9/16             | Tony Gunawan Howard Bach             | 15                              | 15                           |                  | Tony Gunawan Howard Bach        | Tony Gunawan Howard Bach      | 15                            | 15         |            |            |            |  |  |                          |                          |       |       |       |
|  |                  |                                      |                                 |                              |                  | Tony Gunawan Howard Bach        | Tony Gunawan Howard Bach      | 15                            | 15         |            |            |            |  |  |                          |                          |       |       |       |
|  |                  | Luluk Hadiyanto Alvent Yulianto      | Luluk Hadiyanto Alvent Yulianto | 9                            | 13               |                                 |                               |                               |            |            |            |            |  |  |                          |                          |       |       |       |
|  | 3/4              | Luluk Hadiyanto Alvent Yulianto      | Luluk Hadiyanto Alvent Yulianto | 9                            | 13               | Luluk Hadiyanto Alvent Yulianto | 15                            | 12                            | 15         |            |            |            |  |  |                          |                          |       |       |       |
|  | 3/4              |                                      |                                 |                              |                  | Luluk Hadiyanto Alvent Yulianto | 15                            | 12                            | 15         |            |            |            |  |  |                          |                          |       |       |       |
|  | 5/8              | Jung Jae-sung Lee Jae-jin            | 5                               | 15                           | 7                |                                 |                               |                               |            |            |            |            |  |  |                          |                          |       |       |       |
|  |                  |                                      |                                 |                              |                  |                                 |                               |                               |            |            |            |            |  |  | Tony Gunawan Howard Bach | Tony Gunawan Howard Bach | 15    | 10    | 15    |
|  |                  |                                      | Candra Wijaya Sigit Budiarto    | Candra Wijaya Sigit Budiarto | 11               | 15                              | 11                            |                               |            |            |            |            |  |  |                          |                          |       |       |       |
|  | 9/16             | Flandy Limpele Eng Hian              | 15                              | 12                           | 10               |                                 |                               |                               |            |            |            |            |  |  |                          |                          |       |       |       |
|  | 9/16             | Chan Chong Ming Koo Kien Keat        | 6                               | 15                           | 15               |                                 |                               |                               |            |            |            |            |  |  |                          |                          |       |       |       |
|  | 9/16             | Chan Chong Ming Koo Kien Keat        | 6                               | 15                           | 15               |                                 | Chan Chong Ming Koo Kien Keat | Chan Chong Ming Koo Kien Keat | 9          | 11         |            |            |  |  |                          |                          |       |       |       |
|  |                  |                                      |                                 |                              |                  |                                 | Chan Chong Ming Koo Kien Keat | Chan Chong Ming Koo Kien Keat | 9          | 11         |            |            |  |  |                          |                          |       |       |       |
|  |                  | Candra Wijaya Sigit Budiarto         | Candra Wijaya Sigit Budiarto    | 15                           | 15               |                                 |                               |                               |            |            |            |            |  |  |                          |                          |       |       |       |
|  | 5/8              | Candra Wijaya Sigit Budiarto         | Candra Wijaya Sigit Budiarto    | 15                           | 15               | Lars Paaske Jonas Rasmussen     | 10                            | 15                            | 9          |            |            |            |  |  |                          |                          |       |       |       |
|  | 5/8              |                                      |                                 |                              |                  | Lars Paaske Jonas Rasmussen     | 10                            | 15                            | 9          |            |            |            |  |  |                          |                          |       |       |       |
|  | 2                | Candra Wijaya Sigit Budiarto         | 15                              | 11                           | 15               |                                 |                               |                               |            |            |            |            |  |  |                          |                          |       |       |       |

### Duplas Femininas
1. Yang Wei / Zhang Jiewen, Campeãs
2. Gao Ling / Huang Sui, Vice-campeãs
3. Wei Yili / Zhao Tingting, Quartas-de-final
4. Lee Kyung-won / Lee Hyo-jung, Semifinais
5. Zhang Dan / Zhang Yawen, Semifinais
6. Saralee Thungthongkam / Sathinee Chankrachangwong, Quartas-de-final
7. Wong Pei Tty / Chin Eei Hui, Quartas-de-final
8. Gail Emms / Donna Kellogg, Quartas-de-final
9. Ella Tripp / Joanne Wright, Segunda Rodada
10. Jiang Yanmei / Li Yujia, Terceira Rodada
11. Tracey Hallam / Natalie Munt, Terceira Rodada
12. Chien Yu Chin / Cheng Wen-Hsing, Terceira Rodada
13. Helle Nielsen / Pernille Harder, Terceira Rodada
14. Charmaine Reid / Helen Nichol, Segunda Rodada
15. Kumiko Ogura / Reiko Shiota, Primeira Rodada
16. Liza Parker / Suzanne Rayappan, Terceira Rodada

### Duplas Mistas
1. Nathan Robertson / Gail Emms, Segunda Rodada
2. Zhang Jun / Gao Ling, Quartas-de-final
3. Chen Qiqiu / Zhao Tingting, Quartas-de-final
4. Nova Widianto / Lilyana Natsir, Campeões
5. Jens Eriksen / Mette Schjoldager, Terceira Rodada
6. Lee Jae-jin / Lee Hyo-jung, Quartas-de-final
7. Sudket Prapakamol / Saralee Thungthongkam, Semifinais
8. Robert Blair / Natalie Munt, Terceira Rodada
9. Thomas Laybourn / Kamilla Rytter Juhl, Terceira Rodada
10. Koo Kien Keat / Wong Pei Tty, Terceira Rodada
11. Xie Zhongbo / Zhang Yawen, Vice-campeões
12. Hendry Kurniawan Saputra / Li Yujia, Terceira Rodada
13. Anthony Clark / Donna Kellogg, Terceira Rodada
14. Frederik Bergstrom / Johanna Persson, Quartas-de-final
15. Daniel Shirley / Sara Runesten-Petersen, Semifinais
16. Philippe Bourret / Helen Nichol, Primeira Rodada

## Quadro de Medalhas
A China teve um torneio excelente, conquistando sete medalhas no total, incluindo os ouros no Simples Feminino e nas Duplas Femininas, além de quatro das cinco medalhas de prata. A Indonésia gannhou no Simples Masculino e nas Duplas Mistas. O torneio de Duplas Masculinas foi vencido pelos 13º cabeças-de-chave, Tony Gunawan e Howard Bach, ganhando o primeiro ouro dos Estados Unidos no Campeonato Mundial.
| Pos   | País           | Ouro | Prata | Bronze | Total |
| ----- | -------------- | ---- | ----- | ------ | ----- |
| 1     | China          | 2    | 4     | 1      | 7     |
| 2     | Indonésia      | 2    | 1     | 1      | 4     |
| 3     | Estados Unidos | 1    | -     | -      | 1     |
| 4     | Malásia        | -    | -     | 2      | 2     |
| 5     | Dinamarca      | -    | -     | 1      | 1     |
| 5     | Alemanha       | -    | -     | 1      | 1     |
| 5     | Coreia do Sul  | -    | -     | 1      | 1     |
| 5     | Nova Zelândia  | -    | -     | 1      | 1     |
| 5     | Tailândia      | -    | -     | 1      | 1     |
| 5     | Taipé Chinesa  | -    | -     | 1      | 1     |
| Total | Total          | 5    | 5     | 10     | 20    |

## Ligações Externas
- «Official website». Cópia arquivada em 8 de fevereiro de 2006
- 2005 IBF World Championships Full Results